# Dual SIM

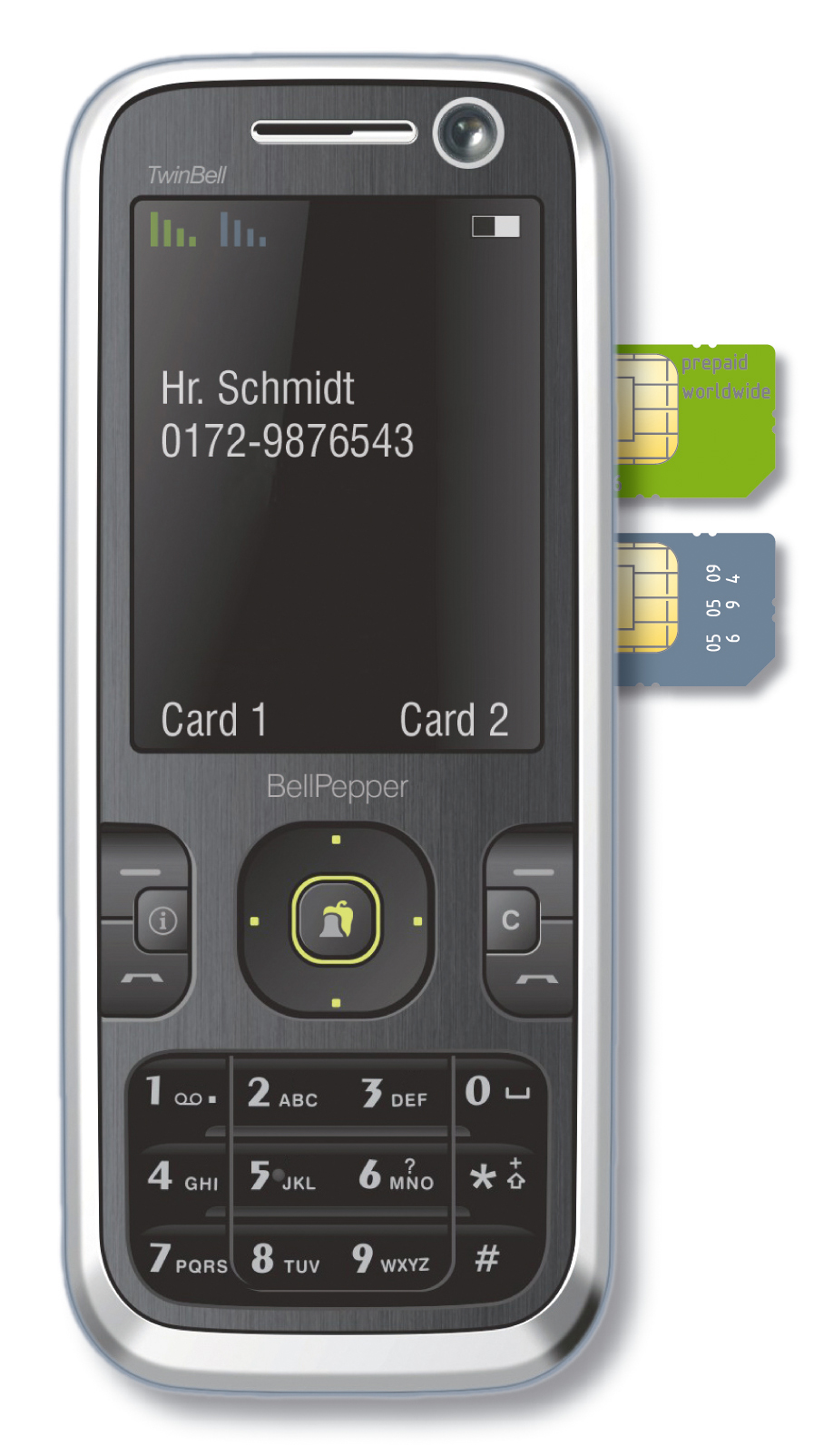
Un cellulare dual SIM.

Con dual SIM si fa riferimento ad una tecnologia per cui un telefono cellulare funziona con due SIM contemporaneamente.

## Storia
Sin dagli albori della diffusione di massa dei telefoni cellulari, in molti hanno cominciato a sentire l'esigenza di usare contemporaneamente schede SIM di operatori telefonici differenti. Sia per una questione di reperibilità, sia per una questione legata ai costi perché era consuetudine per gli operatori telefonici prevedere costi più bassi per chiamare numeri dello stesso operatore e più alti per chiamate ad altri operatori.
In un primo momento sono stati ideati dei meccanismi tramite cui con l'aggiunta di moduli, batterie modificate o accessori esterni si potevano inserire contemporaneamente due SIM nel telefonino (a volte dovendole tagliare, lasciando in vista solo i contatti del chip in rame). Lo svantaggio di questi sistemi è legato al fatto che il telefono funziona sempre e solo con una SIM per volta e spesso lo switch ossia il passaggio da una SIM all'altra avviene spegnendo e riaccendendo il telefono.
Con la tecnologia dual SIM invece il telefono nasce già predisposto per accogliere due SIM e per farle funzionare contemporaneamente.

## Tecnologia
Attualmente i telefoni dual SIM si dividono in DSDS (Dual Sim Dual Standby) e DSFA (Dual Sim Full Active):
- La tecnologia DSDS prevede che sul telefono sia installato un solo modulo ricetrasmittente, un solo microprocessore ed una sola antenna. Di conseguenza le due SIM sono contemporaneamente attive e funzionanti quando il telefono è in attesa di ricevere chiamate, ma una SIM viene esclusa (e quindi risulta spenta) quando l'altra è in conversazione.
- Viceversa, la tecnologia DSFA prevede due moduli ricetrasmittenti, due processori e due antenne (praticamente sono due cellulari all'interno di un unico involucro) con il vantaggio che le SIM continuano a funzionare entrambe anche quando una delle due è in conversazione.